# ایاد علاوی
ایاد علاوی (متولد ۳۱ مه ۱۹۴۴) سیاستمدار عراقی است که از سال ۲۰۱۴ تا ۲۰۱۸ یکی از معاونان رئیس‌جمهور عراق بود. او از ۲۸ ژوئن ۲۰۰۴ تا ۶ آوریل ۲۰۰۵ نخست‌وزیر این کشور بود. علاوی که از شیعیان عراق است در جوانی عضو حزب بعث بود. در سال ۱۹۷۵ از این حزب خارج شد و در سال ۱۹۹۱ جنبش وفاق ملی عراق را تأسیس کرد و تاکنون ریاست آن را برعهده دارد. وی در انتخابات ۲۰۰۵ و ۲۰۱۰ درٰ رأس ائتلاف العراقیه و در انتخابات ۲۰۱۴ در رأس ائتلاف الوطنیه در انتخابات مجلس عراق حضور داشت.
ایاد علاوی که پس از سرنگونی حکومت صدام حسین در سال ۲۰۰۳ از سوی نیروهای آمریکایی به عنوان یکی از اعضای ۲۵ گانه «مجلس الحکم» شورای حکومت انتقالی عراق انتخاب شده بود، در ۲۸ ژوئن به سمت نخست‌وزیر و اولین رئیس دولت عراق پس از صدام حسین برگزیده شد و قدرت را از پل برمر حاکم آمریکایی عراق تحویل گرفت و تا هنگام پیروزی  ائتلاف عراق یکپارچه  در انتخابات پارلمانی و معرفی ابراهیم جعفری به عنوان نخست‌وزیر جدید عراق این سمت را بر عهده داشت.

## زندگی
وی فارغ‌التحصیل دانشسرای بغداد و سپس دانشکده طب در دانشگاه بغداد در سال ۱۹۷۰ می‌باشد. ایاد علاوی سپس فوق لیسانس خود را در سال ۱۹۷۵ از دانشگاه لندن گرفت و از همان دانشگاه در سال ۱۹۷۹ دکترا گرفت. وی در سال‌های ۱۹۷۹–۱۹۸۱ به عنوان مشاور یونیسف در رشته اپیدمیولوژی و بهداشت محیط زیست بکار مشغول بود.

## زندگی سیاسی
وی در سال ۱۹۷۸ در انگلیس مورد سوءقصد عوامل اطلاعاتی عراق قرار گرفت؛ و در ۱۹۹۱ جنبش وفاق ملی عراق را که جریانی مخالف حکومت وقت عراق بود بنیان نهاد که بسیاری از بعثیون سابق به آن پیوستند. علاوی سه سال نیز در اردن زندگی کرد و با کشورهای مصر، اردن و امارات ارتباط نزدیکی دارد.
ائتلاف العراقیه به رهبری او در انتخابات ۲۰۱۰ موفق شد با کسب ۹۱ کرسی (۲۴٫۷٪ آراء) فهرست پیروز در پارلمان عراق شود. وی در انتخابات سال ۲۰۱۴ با فهرست الوطنیه شرکت کرد و با ۲۱ کرسی در رتبه پنجم قرار گرفت.
شیعه بودن و بعثی بودن او موجب شده تا به نوعی سمبل اتحاد شیعه و سنی در عراق باشد.
علاوی در هنگام پایان جنگ از معدود افرادی بود که با اقدام نیروهای ائتلاف در انحلال حزب بعث و ارتش عراق مخالف بود و آن را باعث افزایش هرج و مرج می‌دانست. اعتراض شدید او به حمله نظامی گسترده ارتش آمریکا به فلوجه نیز موجب افزایش محبوبیت او در بین مردم عراق شد.

## سیر فعالیت‌های سیاسی

### در حزب بعث
وی عضو حزب بعث و عضو دفتر رهبری کشوری بود ولی با رئیس‌جمهور و معاون وی اختلاف پیدا کرد و عراق را در سال ۱۹۷۱ ترک و به بیروت رفت. در سال ۱۹۷۲ برای تکمیل دروس عالی خود به لندن رفت. در سال ۱۹۷۳ بعنوان مسئول سازمان ملی حزب بعث در اروپای غربی و برخی کشورهای خلیج فارس انتخاب شد ولی او در سال ۱۹۷۵ رسماً از حزب بعث استعفا کرد.

### خارج از حزب بعث
در سال ۱۹۷۴ یک سازمان مخفی با برخی از عراقیها از جمله دکتر تحسین معله وهانی الفکیکی و سرلشکر ستاد حسن النقیب و سرهنگ سلیم شاکر و سرهنگ دوم پزشک صلاح شبیب تشکیل داد. درسال۱۹۹۰ این سازمان بنام جنبش وفاق ملی عراق در بیروت علنی و اعلام شد. وی به عنوان دبیرکل این جنیش انتخاب و در سال ۱۹۹۳ مجدداً به همین سمت انتخاب گردید.
در فوریه ۱۹۷۸ مورد سوء قصد ترور قرار گرفت که مجروح و بیش از یکسال در بیمارستان بسر برد.

### بازگشت به عراق
بعد از حمله آمریکا به عراق در سال ۲۰۰۳ به عنوان عضو شورای حکومتی عراق که نیروهای ائتلاف بین‌المللی تأسیس کرده بودند انتخاب شد و رئیس یکی از دوره‌های یک‌ماهه آن در اکتبر ۲۰۰۳ گردید.

### نخست‌وزیری
در ۲۸ ژوئن ۲۰۰۴ وی دولت موقت عراق را بعد از شورای حکومتی و حاکمیت پل برمر حاکم مدنی آمریکا در عراق تشکیل داد. دوران حکومت کوتاه وی شاهد عملیاتهای نظامی برای مقابله با نفوذ ارتش مهدی بود که عملیاتهای زیادی را علیه آن‌ها در نجف انجام داد و آن‌ها را در صحن حرم امام علی محاصره نمود. وی به همین دلیل در یکی از مساجد شهر نجف ترور شد که منجربه جراحت وی گردید. وی سپس یک حمله بسیار وسیعی را علیه افراد مسلح در شهر فلوجه شروع کرد، وی به نیروهای چند ملیتی و نیروهای عراقی برای شروع عملیات نظامی وسیع در شهر رمادی فرمان حمله را داد و گفت که این عملیات منجربه نابودی گروه‌های مسلح که بر شهر مسلط بودند می‌شود.

### انتخابات مجلس عراق
لیست العراقیه بریاست وی در انتخابات مجلس عراق که در ۷ مارس ۲۰۱۰ برگزار گردید ۹۱ کرسی بدست آورد و این لیست در بین کلیه گروه‌ها و لیستهای مختلف اول شد. اما در انتخابات مجلس عراق در سال ۲۰۱۴ وی ائتلاف ملی را رهبری کرد که تعداد کرسیهایش به ۲۱ عدد کاهش یافت. ایاد علاوی با ۲۲۹٬۷۰۹ رای در بغداد بعد از نخست‌وزیر سابق نوری مالکی رتبه دوم را در این استان بدست آورد.

### لغو منصب
در ۹ اوت ۲۰۱۵ حیدر عبادی نخست‌وزیر عراق مجموعه‌ای از مصوبات و اصلاحات را اعلام کردکه مهم‌ترین آن‌ها لغو منصب معاونین ریاست جمهوری (نوری مالکی و اسامه نجیفی و ایاد علاوی) و معاونین نخست‌وزیر (بهاء الأعرجی و صالح مطلک و روژ نوری شاویس) در پاسخ به اعتراضات وسیع مردمی اخیر بود. مجلس عراق این تصمیمات دولت را به تصویب رساند.

## موضع‌گیری‌ها
در ژوئیه ۲۰۱۷ ایاد علاوی طی سخنانی به قرار گرفتن نیروهای الحشد الشعبی در کنار ارتش عراق اعتراض کرد و گفت: «نمی‌توان برای عراق دو ارتش متصور شد. یکی رسمی و دیگری تحت عنوان الحشد الشعبی… بین این دو ارتش، برخورد به وجود خواهد آمد.» وی افزود: «هرگونه فریبکاری و سوق دادن مردم به سوی دریای خون جدید در کشور را رد می‌کنیم. ثبات در عراق صرفاً با عبور از طائفه‌گری و سهم‌بندی سیاسی و تشکیل دولتی بر اساس عدالت و برابری و حاکمیت قانون و اولویت شهروندان محقق خواهد شد.»